# Kreishauptmannschaft Dresden-Bautzen
Starostwo Dresden-Bautzen (niem. Kreishauptmannschaft Dresden-Bautzen, pol. starostwo drezdeńsko-budziszyńskie) – starostwo istniejące w okresie 1932–1952 z siedzibą w Dreźnie. Należało do prowincji Saksonia.
Starostwo powstało w 1932 roku w związku z połączeniem starostw budziszyńskiego (Kreishauptmannschaft Bautzen) i drezdeńskiego (Kreishauptmannschaft Dresden).
W latach 1939–1943 przejściowo nosiło nazwę Regierungsbezirk Dresden-Bautzen. Podzielone był na
- 9 powiatów miejskich – Bautzen, Dresden, Freiberg, Freital, Meissen, Pirna, Radebeul, Riesa i Zittau
- 10 powiatów ziemskich – Bautzen, Dippoldiswalde, Dresden, Freiberg, Grossenhain, Kamenz, Löbau, Meissen, Pirna i Zittau

W 1945 roku Polsce przypadła wschodnia, prawobrzeżna (od Nysy Łużyckiej) część powiatu żytawskiego (Landkreis Zittau), stanowiąca tzw. Worek Turoszowski z m.in. miejscowościami Bogatynia i Turoszów. Zachodnia część powiatu z m.in. siedzibą – Żytawą – pozostała w Niemczech. Polską część powiatu żytawskiego włączono do powiatu zgorzeleckiego (utworzonego ze wschodniej części niemieckiego powiatu Görlitz), przyłączonego do woj. wrocławskiego (1946). Jest to jedyne terytorium Saksonii w granicach obecnych Polski.
Starostwo zniesiono w 1952 roku, tworząc z niego Okręg Drezno (Bezirk Dresden) w Niemieckiej Republice Demokratycznej.